# سييرا كابري
سييرا كابري هي ممثلة أمريكية قامت بدور مونسي فيني في مسلسل في منطقتي.

## روابط خارجية
- سييرا كابري على موقع IMDb (الإنجليزية)
- سييرا كابري على موقع قاعدة بيانات الفيلم (الإنجليزية)